# Heraclia mons-lunensis
Heraclia mons-lunensis là một loài bướm đêm trong họ Noctuidae.